# Why Me? (canção de Irene Cara)
"Why Me?" (em português:  Por que Eu?) é o segundo single do álbum "What a Feelin'", lançado pela cantora Irene Cara em 1983. Embora não seja tão popular quanto o single anterior, "Flashdance... What a Feeling", a canção teve grande sucesso nos Estados Unidos, alcançando a posição #13 na Billboard Hot 100, alem de entrar no Top 10 nas paradas da Noruega, Suécia e Suíça. No Reino Unido, conseguiu limitado sucesso, alcançando a posição #86.

## Faixas
E.U.A. 7" Single
| N.º | Título           | Duração |  |
| 1.  | "Why Me?"        | 3:55    |  |
| 2.  | "Why Me?" (Mono) | 3:55    |  |

Reino Unido 7" Single
| N.º | Título          | Duração |  |
| 1.  | "Why Me?"       | 3:55    |  |
| 2.  | "Talk Too Much" | 3:57    |  |

E.U.A. 12" Single
| N.º | Título                        | Duração |  |
| 1.  | "Why Me?"                     | 7:02    |  |
| 2.  | "Why Me?" (Instrumental Dubb) | 4:53    |  |

Reino Unido 12" Single
| N.º | Título                           | Duração |  |
| 1.  | "Why Me?"                        | 7:02    |  |
| 2.  | "Why Me?" (Instrumental Version) | 4:46    |  |
| 3.  | "Talk Too Much"                  | 3:57    |  |

## Posições nas paradas musicais

### Melhores posições
| Parada musical (1983/1984)                        | Melhor posição |
| ------------------------------------------------- | -------------- |
| Alemanha - Media Control Charts                   | 17             |
| Canadá - Canada RPM Top 50 Singles                | 23             |
| Estados Unidos - Billboard Hot 100                | 13             |
| Estados Unidos - Hot Dance Music/Club Play        | 7              |
| Estados Unidos - Hot R&B/Hip-Hop Singles & Tracks | 41             |
| Itália - FIMI                                     | 25             |
| Noruega - VG-lista                                | 5              |
| Nova Zelândia - RIANZ                             | 24             |
| Reino Unido - UK Singles Chart                    | 86             |
| Suécia - Sverigetopplistan                        | 6              |
| Suíça - Schweizer Hitparade                       | 4              |

### Posições anuais
| Parada de fim de ano (1983)        | Melhor posição |
| ---------------------------------- | -------------- |
| Alemanha - Germany Top 100 Singles | 112            |